# Giancarlo Fontana
Giancarlo Fontana (Matera, 1985) è un regista, montatore e attore italiano.

## Biografia
Insieme all'amico e socio Giuseppe Stasi inizia la carriera sul web realizzando alcuni cortometraggi satirici tra il 2010 e il 2011 come «Inception Made in Italy» e «Il Processo Ruby» che riscuotono un buon successo sulla rete. Successivamente, sempre insieme a Stasi, realizza video satirici per i programmi televisivi Un due tre stella di Sabina Guzzanti (La7), NeriPoppins di Neri Marcorè (Rai3), e Gli Sgommati (SkyUno).
Il successo per questo giovane regista è avvenuto raccontando in chiave ironica le peripezie del Governo Berlusconi, è stato travolto dal cosiddetto “successo virale”, che nel 2011 ha permesso una collaborazione con Sky allo speciale Buon Compleanno Italia.
Nel 2014 è uscito il loro primo lungometraggio, Amore oggi, prodotto da Sky Cinema. Il primo film ufficiale per il cinema, diretto sempre in coppia con Giuseppe G. Stasi, è Metti la nonna in freezer del 2018, prodotto dalla Indigo Film. Nel 2019 dirigono il film Bentornato Presidente, sequel di Benvenuto Presidente! del 2013.

## Filmografia

### Regista

#### Cinema
- Amore oggi (2014) - film TV
- Metti la nonna in freezer (2018)
- Bentornato Presidente (2019)

#### Televisione
- The Bad Guy (2022-2024)

### Montatore
- Il legame (2020)